# 大阪府立難波支援学校
大阪府立難波支援学校（おおさかふりつ なんばしえんがっこう）は、大阪府大阪市浪速区木津川二丁目にある特別支援学校。

## 概要
小学部・中学部および高等部を設置している。高等部の職業学科は同一敷地内に大阪府立なにわ高等支援学校として設置されている。
創立当初は浪速区塩草一丁目に校舎があったが、設備狭隘化に伴って2015年に現在地に移転した。現在地の敷地は、別の場所に移転した大阪市立栄小学校の敷地を転用している。かつては大阪市立だったが、2016年4月1日付で大阪府に移管されて現在の校名となっている。

## 沿革
知的障害児に対する教育をおこなう養護学校・大阪市立難波養護学校として、1959年4月に大阪市浪速区西神田町887番地（現在の浪速区塩草一丁目3番29号）で開校した。開校当初は中学部を設置していた。
塩草の敷地には開校直前の1959年3月まで大阪市立難波中学校塩草分校が設置されており、同分校の校地を転用して設立された。難波中学校塩草分校には、大阪市立中学校としては最初に設置された養護学級のひとつでもある、知的障害児向けの養護学級が設置されていた。また学制改革前には、この地には旧制難波高等小学校が設置されていた。
1964年に高等部別科（1年制）を併設したのち、1971年には別科を廃止して高等部本科が設置された。

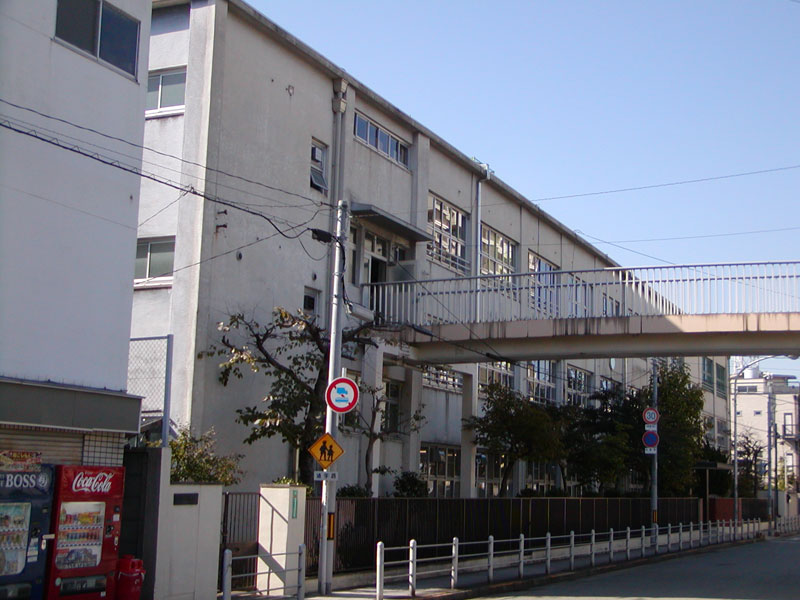
大阪市立難波養護学校時代の校舎（浪速区塩草1丁目、2008年11月）

2000年代以降入学者数が急増し学校過密化と教室不足が深刻化していることから、大阪市は2010年8月、難波特別支援学校を2014年度に大阪市立栄小学校校舎（浪速区木津川2丁目）へと移転させる計画を発表した。栄小学校は敷地が4万平方メートルと広い一方で、児童数減少により2010年度時点で空き教室が30教室以上あることから、栄小学校を2013年度にもと浪速青少年会館跡地（浪速区浪速東1丁目）に移転させた上で、校舎を改修して使用するとした。しかしその一方で、栄小学校の移転予定地となっていたもと浪速青少年会館跡地で土壌汚染が見つかり、その調査と対策のために栄小学校の移転時期が遅れて2014年1月になったため、難波特別支援学校の移転も当初予定より1年遅れて2015年度となった。
2015年4月に移転し、移転の際に小学部を新設した。また移転に伴って高等部に職業学科を併設する構想だったが、高等部職業学科は同一敷地に大阪市立なにわ高等特別支援学校（2016年より大阪府立なにわ高等支援学校）として開校している。

### 年表
- 1959年4月1日 - 大阪市立難波養護学校として、現在の浪速区塩草一丁目3番で開校。
- 1959年5月27日 - 開校式を実施。この日を創立記念日とする。
- 1961年4月1日 - 校内に大阪市精神薄弱児職業教育センター[注釈 1]を併設[1]。
- 1964年 - 高等部別科を併設。
- 1971年 - 高等部別科を廃止、高等部本課を設置。
- 2009年4月1日 - 大阪市立難波特別支援学校に改称。
- 2015年4月1日 - 現在地に移転。小学部を新設。スクールバスを導入。同一敷地内に大阪市立なにわ高等特別支援学校開校。
- 2016年4月1日 - 大阪府への移管に伴い、大阪府立難波支援学校へ改称。
- 2024年4月1日 - 大阪府立出来島支援学校の開校に伴い通学区域を再編。

## 通学区域
- 大阪市 中央区、西区、港区、大正区、浪速区、西成区

## 交通
- 大阪環状線 芦原橋駅 西へ約500m。
- 南海汐見橋線 芦原町駅 南西へ約300m。